# Rukú
En el islam, rukūʿ (en árabe: رُكوع‎; /rʊˈkuːʕ/ 'inclinación', 'reverencia') puede referirse a:

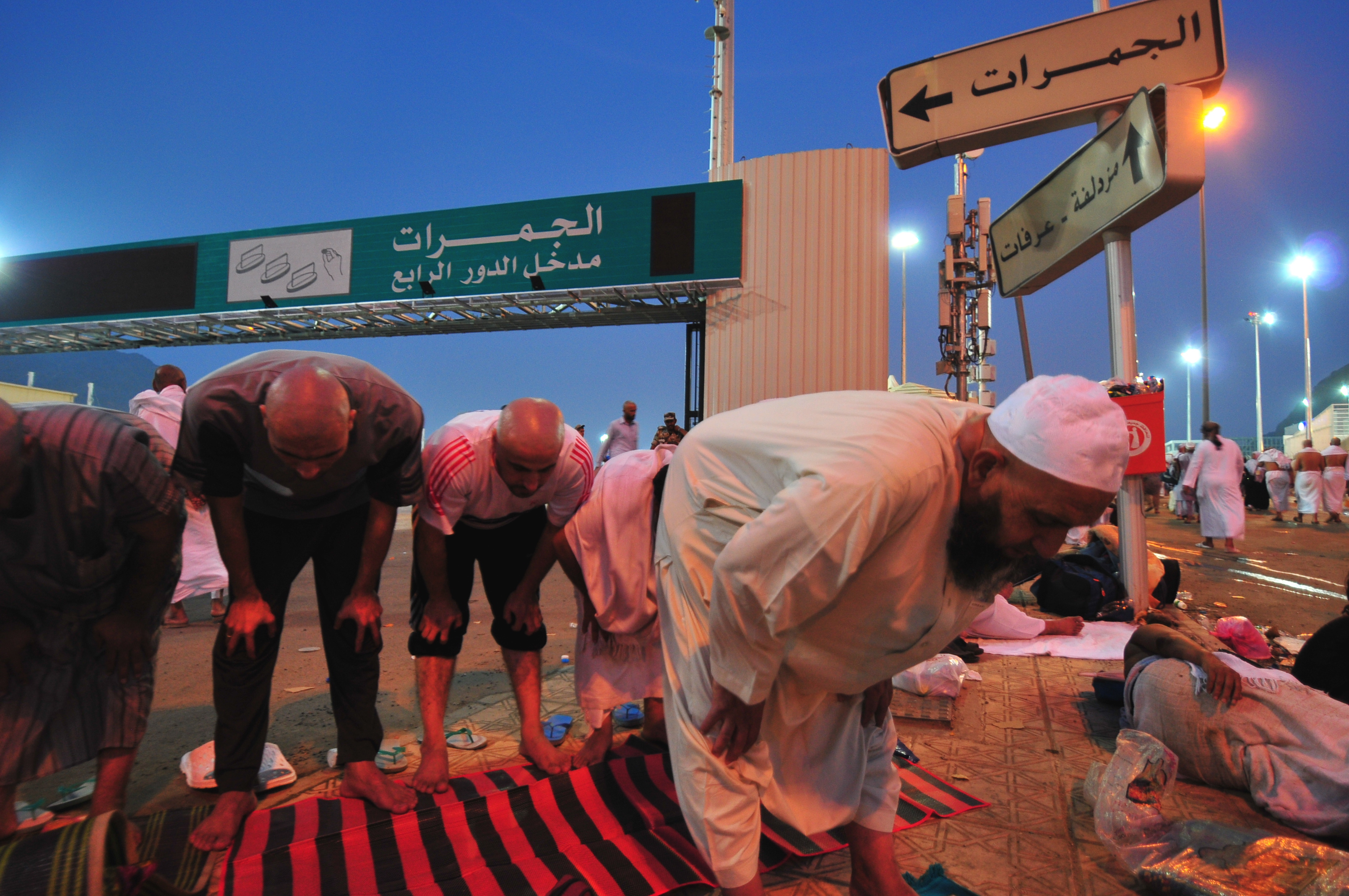
Fieles realizando la posición de rukú o reverencia.

- El acto de inclinarse a la altura de la cadera en la oración, donde la columna vertebral debe estar en reposo,[1] antes de enderezarse y volver a bajar para hacer una sujud (reverencia total a la altura de la tierra).
- En el Corán, un «párrafo».

## Primera acepción (postura)

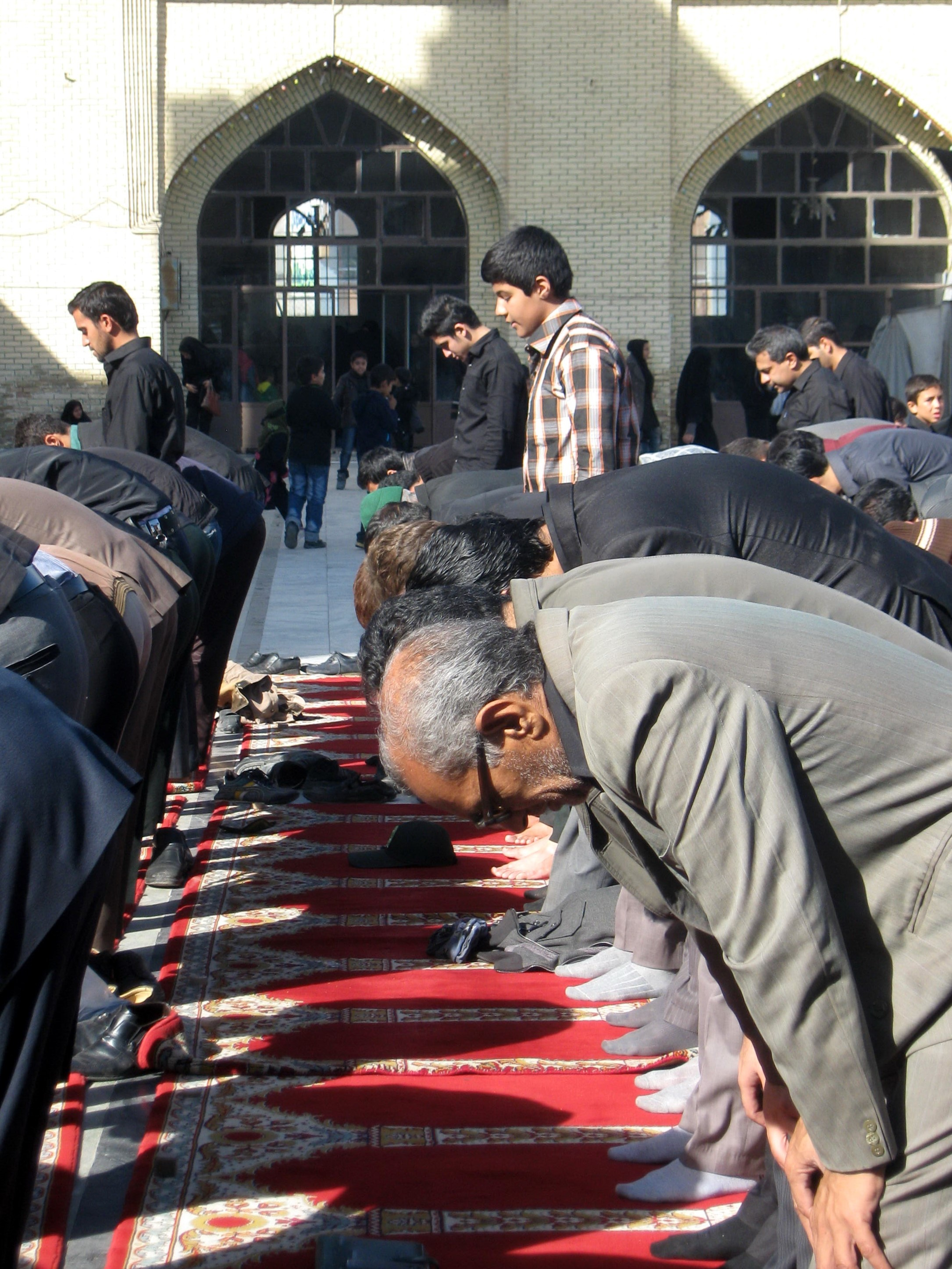
Musulmanes en rukú.

Para la oración, se debe llegar a la inclinación desde una postura parada o depié (qiyām) al completar la recitación (qiraʾat) de un fragmento del Corán en las oraciones formales islámicas (salah). Existe un consenso sobre la obligatoriedad del rukú. En esta posición, las manos se apoyan en las rodillas y permanecen en esa posición hasta que uno alcanza un estado relajado mientras se glorifica a Dios (سُبْحَانَ رَبِّيَ الْعَظِيم subḥāna rabbiya l-ʿaẓīm, 'Gloria a mi Señor, el Más Magnífico') tres veces o más en un número impar de veces.[cita requerida]
En el libro Ihya' 'Ulum ud Din de Al-Ghazali, se dice del rukú:
La reverencia (rukūʿ) y la postración (sujūd) van acompañadas de una afirmación renovada de la suprema grandeza de Alá. Al inclinarse, renuevas tu sumisión y humildad, esforzándote por refinar tu sentimiento interior a través de una nueva conciencia de tu propia importancia e insignificancia ante el poder y la grandeza de tu Señor. Para confirmar esto, busca la ayuda de su lengua, glorificando a su Señor y testificando repetidamente de su suprema majestad, tanto interna como externamente.
Luego te levantas de la reverencia, con la esperanza de que Él sea misericordioso contigo. Para enfatizar esta esperanza dentro de ti, dices samiʿa -llāhu liman ḥamidah (سمع الله لمن حمده , 'Dios escucha a los que le alaban con gratitud'). Reconociendo la necesidad de expresar gratitud, inmediatamente agrega, rabbanā laka l-ḥamd (ربّنا لك الحمد , 'te alabamos, Señor nuestro'). Para mostrar la abundancia de esta gratitud, también puede decir malʾa s-samāwāti wa-malʾa l-ʾarḍ (ملء السماوات وملء الأرض, 'todo lo que contienen los cielos y la tierra').

## Segunda acepción (subdivisión coránica)
El término rukūʿ, traducido aproximadamente como 'pasaje', 'perícopa' o 'estrofa', también se utiliza para denotar un grupo de aleyas ('versos') relacionados temáticamente en el Corán. Los capítulos (surat) más largos en el Corán generalmente se subdividen en varios rukús, de modo que los recitadores puedan identificar cuándo postrar un rukú durante la oración sin romper un tema en curso en el texto coránico.
Hay un total de 558 rukús en el Corán. En algunos libros, se han mencionado 540, fruto de un malentendido con el total de rukús recitados durante el tarawih, una oración particular del mes de Ramadán, después de la oración nocturna. Esta subdivisión no es parte de la revelación original, pero se adoptó posteriormente para facilitar la finalización del Corán en la noche 27 de Ramadán (es decir, en Laylatul Qadr) si se recita un rukú en cada rakat de oraciones tarawih (20 x 27 = 540).